# Ma-Xu Weibang
Ma-Xu Weibang (馬徐維邦, simpl.: 马徐维邦; pinyin: Mǎ-Xú Wéibāng) (Hangzhou, 1905 – Hong Kong, 1961) è stato un regista e attore cinese.
Attivo dagli anni '20 ai '40 principalmente nella Cina propriamente detta, e successivamente ad Hong Kong, Weibang è noto primariamente per i suoi lavori nel genere horror, il più famoso dei quali è indubbiamente Song at Midnight (夜半歌聲), vagamente ispirato al romanzo Il fantasma dell'Opera di Gaston Leroux. Ma-Xu è stato attivo anche come sceneggiatore, e, secondariamente, come attore. Di lui ci sono noti 33 film, diversi dei quali, della sua prima produzione, sono ora considerati perduti.

## Biografia
Poco si sa dell'infanzia e della giovinezza del regista. Nato nel 1905 a Hangzhou, nella provincia cinese dello Zhejiang, come Xu Weibang, perse i genitori da piccolo, il che pare abbia influito sulla sua decisione di incorporare nel proprio nome il cognome della madre: Ma.
Weibang ha studiato all'Istituto di Belle Arti di Shanghai negli anni '20. Ottenuto il diploma, iniziò a lavorare come attore per la Mingxing Film Company: il primo film cui prese parte fu The Marriage Trap di Zhang Shichuan, del 1924. Dopo un breve periodo trascorso presso l'effimera Langhua Film Company, per conto della quale diresse il suo primo film nel 1926, Weibang tornò alla Mingxing principalmente in qualità di aiuto-regista, ma anche come autore di film propri, fra cui The Cry of Apes in a Deserted Valley è l'unico, del periodo, conservato fino ad oggi.
Il primo successo del regista fu Song at Midnight, del 1937, spesso considerato come il primo film horror cinese. Il film è ora annoverato nel canone della filmografia cinese delle origini, ed è stato fatto oggetto di un remake nel 1996, ad opera di Ronny Yu, col titolo The Phantom Lover. Ma-Xu Weibang proseguì l'esperienza con i due film dell'orrore Gu wu xing shi ji (Walking Corpse in an Old House) e Leng yue shi hun (The Lonely Soul), entrambi del 1938. Nel 1941, al culmine della Seconda guerra sino-giapponese, realizzò uno scialbo sequel di Song at Midnight, e nel 1943 co-diresse, insieme a Bu Wancang, il controverso film di propaganda giapponese Eternity (noto anche con il titolo The Opium War).
Dopo la sconfitta giapponese, Ma-Xu Weibang, come del resto Bu Wancang, risentì della propria opera filonipponica e fu costretto ad emigrare ad Hong Kong, dove continuò ad operare nell'industria cinematografica fino al 1961, quando perse la vita in seguito ad un incidente stradale.

## Filmografia
- Qing chang guai ren (titolo inglese/internazionale: The Love Freak), (1926), perduto
- Hei ye guai ren (titolo inglese/internazionale: Freak in the Night), (1928), perduto
- Hun shi mo wang (titolo inglese/internazionale: The Devil Incarnate), (1929), perduto
- Kong gu yuan sheng (titolo inglese/internazionale: The Cry of Apes in a Deserted Valley), (1930)
- Pear Blossom in the Storm (titolo inglese/internazionale) (暴雨梨花), (1934), perduto
- Ai yu (titolo inglese/internazionale: Prison of Love), (1934), perduto
- Han jiang luo yan, (1935)
- Song at Midnight (夜半歌聲), (1937)
- Gu wu xing shi ji (titolo inglese/internazionale: Walking Corpse in an Old House), (1938)
- Leng yue shi hun (titolo inglese/internazionale: The Lonely Soul), (1938)
- Ma feng nu (麻瘋女), (1939)
- Diao Liu shi, (1940)
- Song at Midnight, Part II (titolo inglese/internazionale) (夜半歌聲續集), (1941)
- Xian dai qing nian, (1941)
- Yuan yang lei, (1942)
- Eternity (titolo inglese/internazionale) (萬世流芳), (1943)
- Qiu Haitang, (1943)
- Tian luo di wang, (1947)
- Chun can meng duan (春殘夢斷), (1947)
- Mei yan qin wang, (1949)
- A Maid's Bitter Story (titolo inglese/internazionale) (瓊樓恨), (1949)
- Bi xue huang hua (titolo inglese/internazionale: Blood Stained Flowers), (1954)
- Xin yu guang qu, (1955)
- Wo xin chang dan (臥薪嘗膽, noto anche con i titoli Dangerous Beauty o Beauty of the Beauties[3]), (1956)
- Ghost at Midnight (titolo inglese/internazionale) (午夜魂歸) (noto anche con il titolo Foggy Night, Fright Night), (1956)
- Fu huo de mei gui (titolo inglese/internazionale: The Resurrected Rose), (1957)
- Booze, Boobs, and Bucks (titolo inglese/internazionale) (酒色財氣), (1957)
- Young Vagabond (titolo inglese/internazionale; noto anche con il titolo The Vagabond Boy) (流浪兒), (1958)
- Hong fu si ben, (1958)